# Strada extraurbana principale

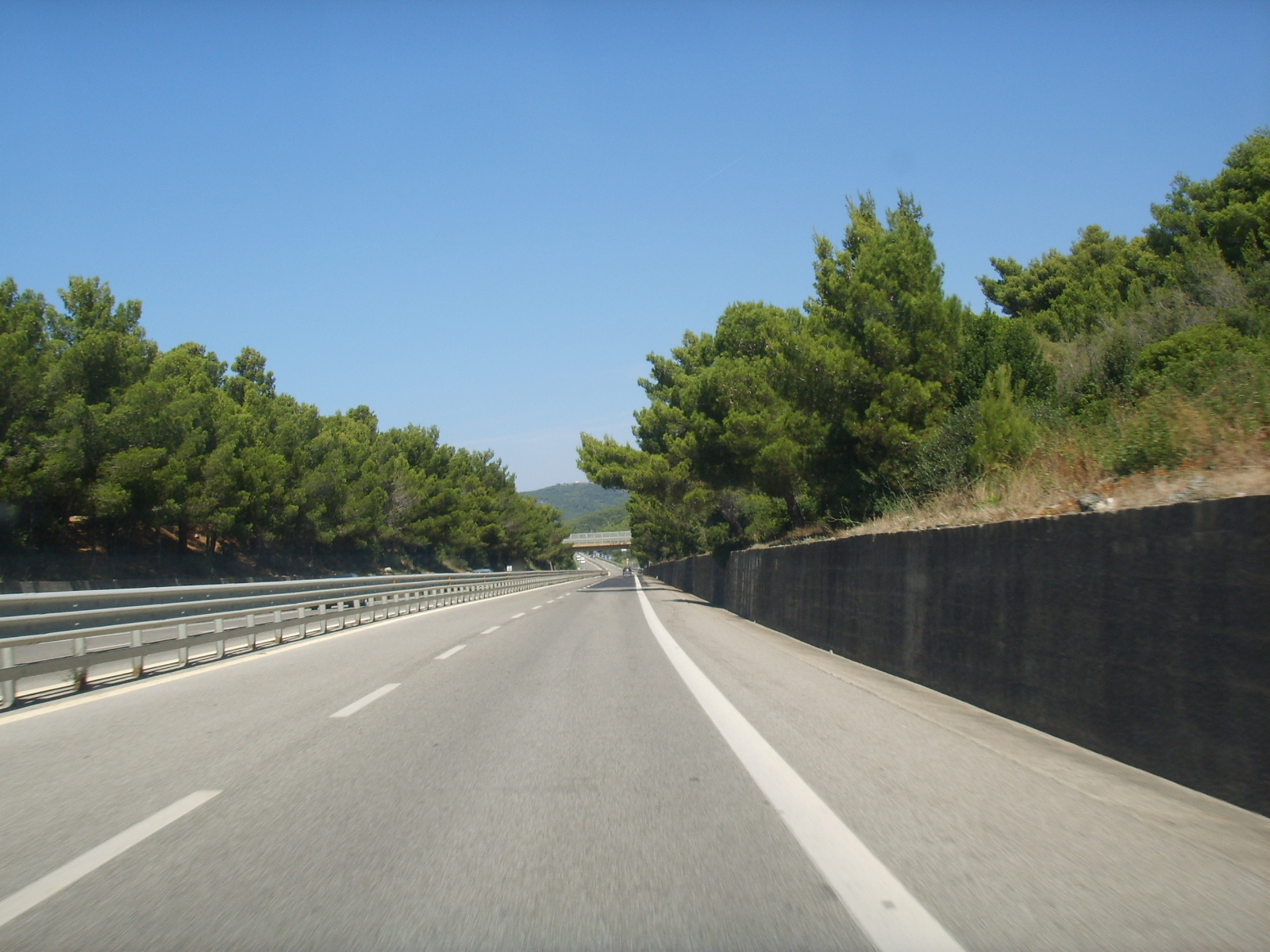
La Variante Aurelia della strada statale 1, classificata come strada extraurbana principale

Una strada extraurbana principale o strada di tipo B, meglio conosciuta come "superstrada", è un tipo di strada definito all'interno del codice stradale italiano.

## Caratteristiche
(Decreto legislativo 30 aprile 1992, n. 285, articolo 2, in materia di "Nuovo codice della strada")
Pertanto, rispetto alle autostrade, strade di questo tipo presentano alcune differenze di tipo tecnico (ad esempio la larghezza minima della corsia di emergenza ma non delle corsie di marcia), il colore della segnaletica (sfondo blu anziché verde), il limite di velocità per le autovetture e i motocicli (110 km/h), i raggi di curvatura, la presenza della corsia di emergenza, la presenza delle colonnine SOS.
Per il transito su strade extraurbane principali, a differenza di molte autostrade, non è attualmente previsto il sistema di pedaggio, tranne che per la Superstrada Pedemontana Veneta.

## Restrizioni al transito

Segnale di preavviso di inizio strada extraurbana principale dove vengono riportate alcune restrizioni. Il segnale di inizio strada extraurbana principale invece non riporta la parte dedicata alle restrizioni. Il segnale di inizio strada extraurbana principale è quindi uguale al segnale di strada extraurbana principale riportato nei segnali di preselezione, preavviso e direzione ma altezza e larghezza sono diversi:.

- velocipedi, monopattini, ciclomotori, motocicli di cilindrata inferiore a 120 cm³ se a motore termico, ovvero di potenza inferiore a 6 kW se a motore elettrico, e motocarrozzette di cilindrata inferiore a 250 cm³ se a motore termico;
- altri motoveicoli di massa a vuoto fino a 400 kg o di massa complessiva fino a 1300 kg , ad eccezione dei tricicli, di cilindrata non inferiore a 250 cm³ se a motore termico e comunque di potenza non inferiore a 15 kW, destinati al trasporto di persone e con al massimo un passeggero oltre al conducente;
- veicoli non muniti di pneumatici;
- macchine agricole e macchine operatrici;
- veicoli con carico disordinato e non solidamente assicurato o sporgente oltre i limiti consentiti;
- veicoli a tenuta non stagna e con carico scoperto, se trasportano materie suscettibili di dispersione;
- veicoli il cui carico o dimensioni superino i limiti previsti dagli articoli 61 e 62, ad eccezione dei casi previsti dall'art. 10;
- veicoli le cui condizioni di uso, equipaggiamento e gommatura possono costituire pericolo per la circolazione;
- veicoli con carico non opportunamente sistemato e fissato.

E' vietata la circolazione di pedoni e animali, eccezion fatta per le aree di servizio e le aree di sosta. In tali aree gli animali possono circolare solo se debitamente custoditi. Lungo le corsie di emergenza è consentito il transito dei pedoni solo per raggiungere i punti per le richieste di soccorso.
Sulle carreggiate, sulle rampe, sugli svincoli, sulle aree di servizio o di parcheggio e in ogni altra pertinenza autostradale e' vietato:
- trainare veicoli che non siano rimorchi;
- richiedere o concedere passaggi.»

(Decreto legislativo 30 aprile 1992, n. 285, articolo 175, in materia di "Nuovo codice della strada")
Queste restrizioni sono le stesse che valgono lungo le autostrade italiane.
Il soccorso stradale è consentito, come lungo le autostrade, solo alle società autorizzate.
Inoltre la circolazione di pedoni e animali è consentita solamente all'interno delle aree di servizio e delle aree di sosta.

## Limiti di velocità

Segnale di limite massimo di velocità generale

Sulle strade extraurbane principali, il limite di velocità per le autovetture, i motocicli e gli autocarri di massa a pieno carico non superiore alle 3,5 tonnellate è di 110 chilometri orari, salvo diversa indicazione, per gli autobus con massa a pieno carico compresa tra le 3,5 e le 8 tonnellate e per gli autocarri con massa a pieno carico tra le 3,5 e le 12 tonnellate è di 80 km/h, per gli autocarri con massa a pieno carico superiore alle 12 tonnellate e per i veicoli trainanti rimorchio è di 70 km/h.

Per altre categorie di autoveicoli, il limite è inferiore e dipende dal tipo di veicolo.

## Classificazione amministrativa e segnaletica
Le strade extraurbane principali non seguono una nomenclatura specifica. Infatti possono essere classificate dal punto di vista amministrativo come strade statali, strade regionali o strade provinciali.
Pertanto alcune strade statali, regionali o provinciali possono avere tratti classificati tecnicamente come strade extraurbane principali (strada di tipo B) altri come strade extraurbane secondarie (strada di tipo C) altri ancora come strade urbane (strade di tipo D e E).
Lungo le strade extraurbane principali lo sfondo della segnaletica stradale (sia dei segnali di indicazione sia ad esempio dei pannelli delle progressive kilometriche) è blu non differendo quindi dalla segnaletica installata lungo le strade extraurbane secondarie.

## Tipologie di strade omologhe in altri paesi
In altri Stati quelle che in Italia sono le strade extraurbane principali, cioè strade a carreggiate separate con due o più corsie per senso di marcia, senza intersezioni a raso, non classificate come autostrade, sono chiamate in diversi modi. Ad esempio: 
- voies rapides (Francia);
- gelbe Autobahn (Germania);
- autovías (Spagna);
- hitre ceste (Slovenia).